# Уеб дизайнер
Уеб дизайнерът се занимава с изработването на уеб страници в Интернет пространството.
Може да създава цялостен уеб сайт или апликация, както и конкретна част от конкретния уеб продукт. При създаване на цялостен проект за уеб сайт уеб дизайнерът трябва да премине през всичките му основни етапи.
Уеб дизайнер е твърде объркано понятие което навлиза в сферата на уеб разработките. Още по-объркващо е понятието уеб девелъпър, което напоследък включва и отговорност за визуалното оформление. Определението на почти всички фирми за уеб дизайнер е човек който се грижи за визуалното оформление на един уебсайт. Изходният продукт на работата на един уеб дизайнер е графичен дизайн - документ. Уеб разработчикът взима графичен дизайн и го превръща във функционална страница чрез HTML, CSS и JavaScript. Няма дизайнери които правят HTML и CSS код, както и обратното - разработчици които правят графични елементи.
Визуално оформление
Уеб дизайнерът има за задача да подреди информацията в страницата така, че тя да бъде лесно четима и неподвеждаща. Създават се графики и цялостен дизайн, който да оформи съдържанието, за да се създаде привлекателна и удобна среда за четене.
HTML и CSS
След изработване на дизайна той бива „разрязан“ на основните му елементи, които се запазват в някои от широко използваните графични формати – JPEG, PNG, GIF и др. Всяко едно от изображенията, които съставляват основния уеб дизайн, се подреждат в HTML файл. За допълнително оформяне по цвят, позиция в страницата и т.н. се използват CSS команди.
CMS (Content Management System
В зависимост от нуждите за функциониране на проекта той може да бъде статичен или динамичен.
Статичният уеб сайт е съставен от множество HTML файлове, свързани помежду си. В този случай всяка промяна в архитектурата или информацията на сайта трябва да става ръчно в конкретния или всички HTML файлове.
Динамичният уеб сайт се управлява от система за контрол на съдържанието, като изходният HTML код на уеб сайта може да бъде генериран посредством PHP файл. Основното съдържание на уеб сайта се съхранява в база данни, което позволява широка гъвкавост при редакция на текстове и тяхното изобразяване на различни места в уеб страницата. CMS системата обединява всичко това, за да бъде лесно контролирането на уеб сайт от краен потребител, който няма познания в уеб програмирането.
Валидация на кода
Валидирането на HTML и CSS кода се прави с цел правилно функциониране и визуализиране на уеб сайта. Тази валидация се извършва в съответствие със световно установени правила за писане на правилен код W3C.
SEO оптимизация
Search Engine Optimization в превод е „оптимизация за търсещите машини“. В основата си SEO оптимизацията на уеб сайт се изразява в правилно структуриран и валидиран HTML код, съотвегстващо на съдържанието описание, заглавие и ключови думи. Към тази категория спада и онлайн маркетингът.
Микроданни
Микроданните са нов подход за добавяне на още повече семантична информация в HTML чрез атрибутивно базиран синтаксис.

## Развитие
С развитието на технологиите работата като уеб дизайнер става все по-достъпна. В Интернет пространството се предоставят все повече инструменти за по-лесно изграждане на уеб сайт. Въпреки това тази съвременна професия е все още слабо развита в много страни.

## Проблеми
Работата на уеб дизайнера при създаване на цялостен уеб дизайн е свързана с работа, която обикновено се върши в екип от няколко души: дизайнер, програмист, SEO оптимизатор и човек, който тества сайта за грешки и функционалност. За качествената изработка на цялостен уеб сайт уеб дизайнерът трябва да работи бързо и ефективно.